# Achim von Arnim (schrijver)

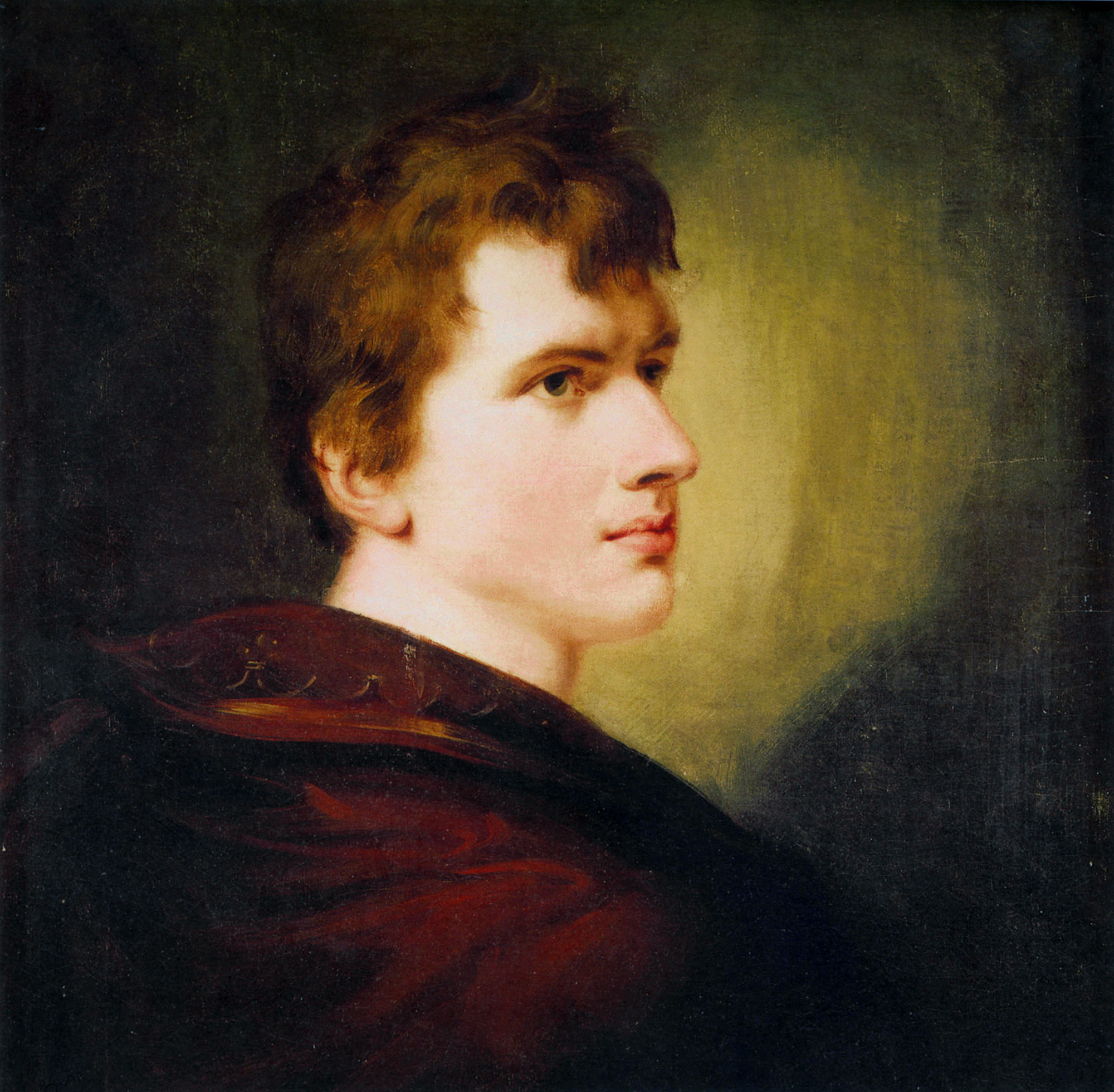
Achim von Arnim

Ludwig Joachim von Arnim (Berlijn, 26 januari 1781 — Wiepersdorf gemeente Niederer Fläming, 21 januari 1831), bekend als Achim, was een Duits schrijver uit de romantiek.

## Leven
Arnim, uit een adellijke familie van diplomaten, studeerde in Halle an der Saale natuurwetenschappen, maar raakte in 1798 geïnteresseerd in de rechtenstudie. Hij had Ludwig Tieck leren kennen, en begon zelf schrijfselen uit te proberen, aanvankelijk geïnspireerd door Goethes Leiden des jungen Werthers, waaronder de roman Hollins Liebesleben. Toen hij in Göttingen verder ging studeren in 1801, ontmoette hij Clemens Brentano: met hem zou hij levenslang bevriend blijven. Arnim maakte tijdens zijn leven ontelbare reizen, schreef in Zwitserland nog een roman, en begon vanaf 1806, tezamen met Brentano, Des Knaben Wunderhorn uit te geven, de belangrijkste verzameling volksliederen uit de Romantiek. De Wunderhorn kreeg nog ruim een eeuw een grote belangstelling als een collectie opgetekende Duitse volkspoëzie, ofschoon men hem tegenwoordig vooral als romantische herwerking van dit soort materiaal beschouwt. Johann Wolfgang Goethe erkende de waarde van dit werk eveneens en Gustav Mahler vertaalde deze gedichten in een toonzetting.
In 1808 richtte Arnim te Heidelberg de Zeitung für Einsiedler op, een tijdschrift dat zich op de (veronderstelde) Germaanse wortelen van de romantische cultuur richtte, en in Berlijn werkte hij twee jaar later mee aan de antirevolutionaire, anti-Franse en antisemitische Christlich-Teutsche Tischgesellschaft. In datzelfde jaar verscheen zijn roman Armut, Reichtum, Schuld und Buße der Gräfin Dolores, waarin hij een pleidooi voor de huwelijksmoraal houdt en het hoofdpersonage op hoogst moraliserende wijze de funeste gevolgen van een geschonden huwelijk laat ondergaan. Daadwerkelijk huwde hij zelf in 1811 met Bettina Brentano, zuster van Clemens en eveneens auteur; zij kwam bij hem wonen op zijn familielandgoed Schloss Wiepersdorf, in de tegenwoordige gemeente Niederer Fläming, in Brandenburg. In dat jaar schreef hij ook zijn belangrijkste toneelstuk, Halle und Jerusalem, dat zich aan de Universiteit van Halle afspeelt.

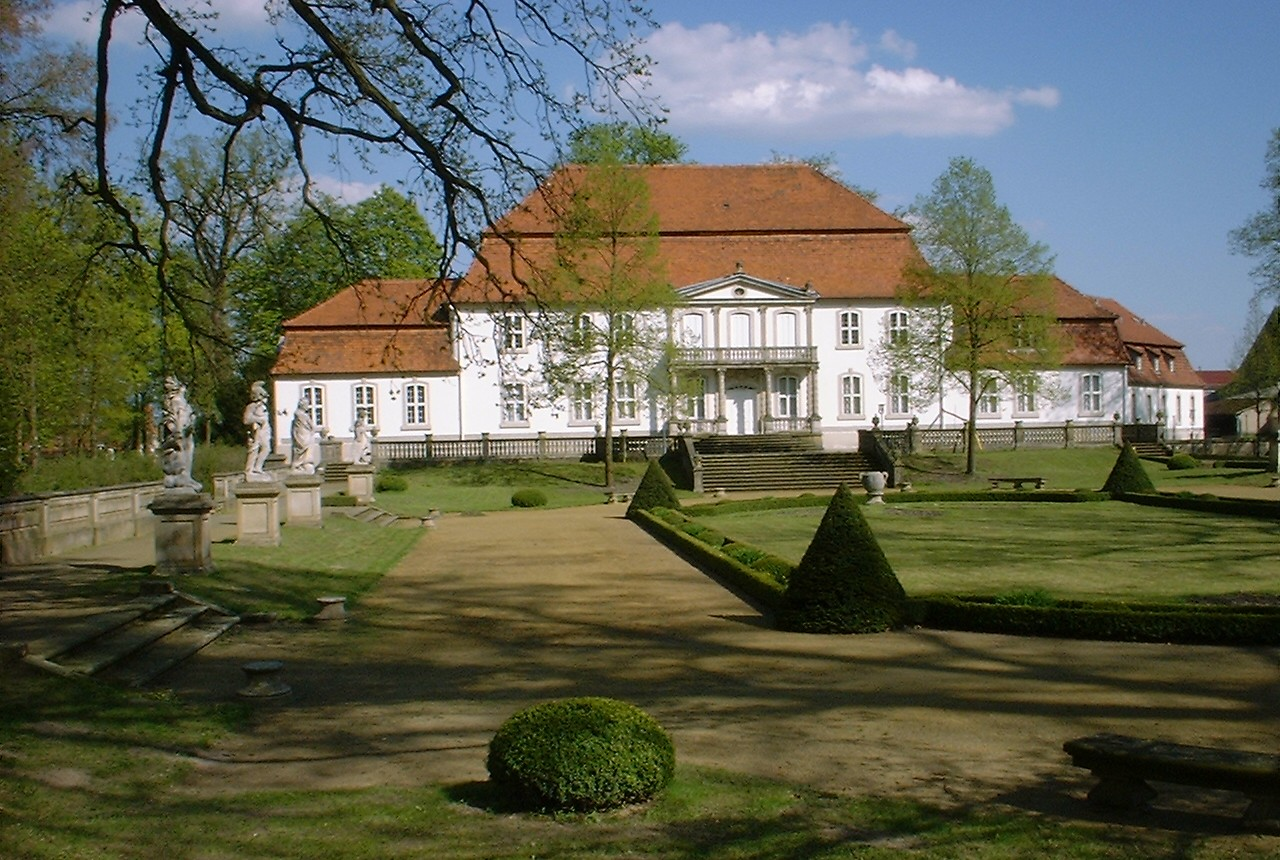
Kasteel Wiepersdorf[1], waar Achim von Arnim na zijn huwelijk woonde, en waar hij overleed
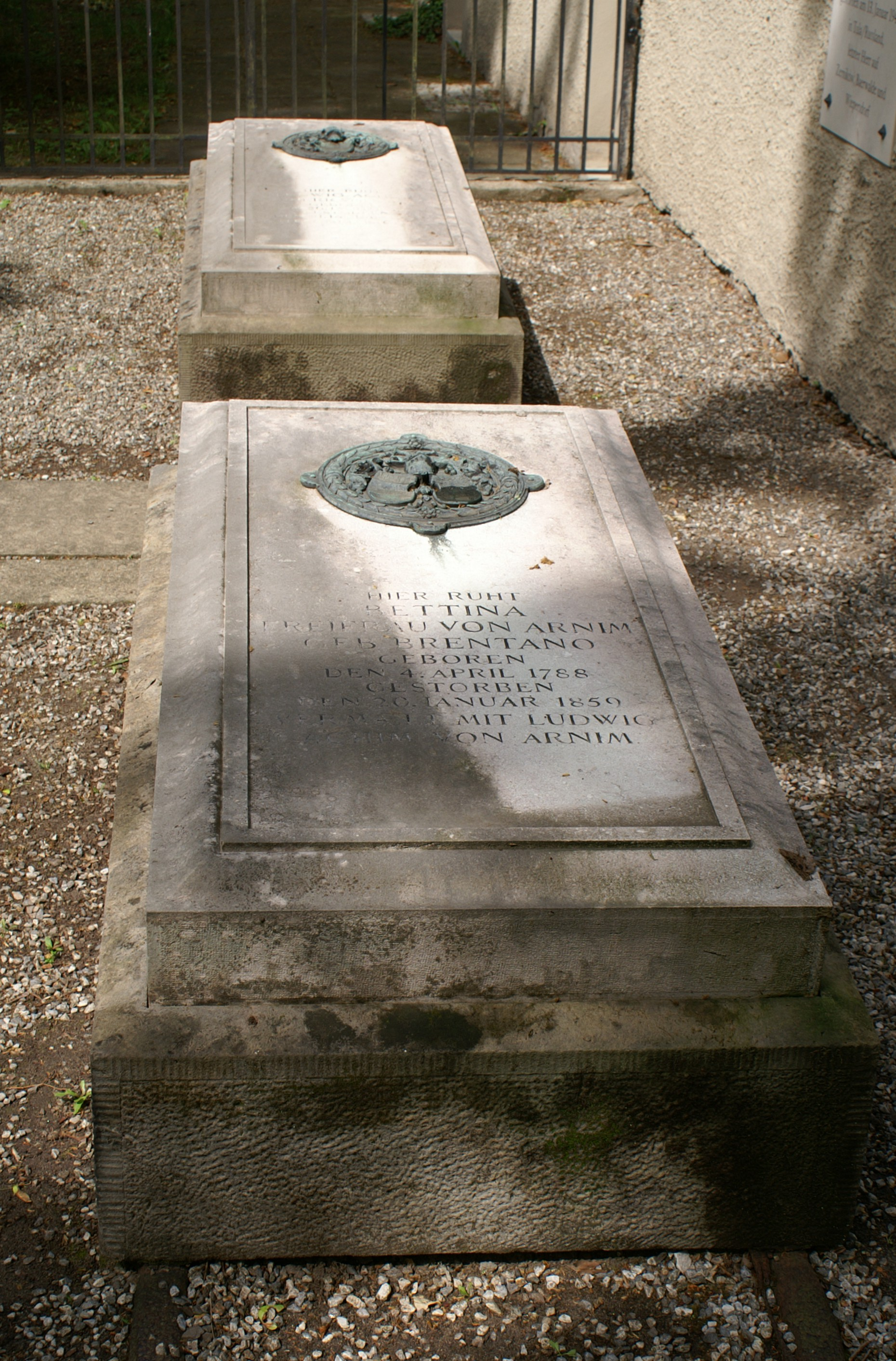
Graf bij Kasteel Wiepersdorf van Bettina (voorgrond) en Achim von Arnim

Zijn belangrijkste novelle schreef Arnim in 1812, Isabella von Ägypten, over keizer Karel V die verliefd wordt op een zigeunerin. Dit verhaal zit vol mysterieuze en onheilspellende wendingen en illustreert hoezeer Arnim in de romantische beweging was ingebed.
In 1813 en 1814 nam Arnim deel aan de veldtochten tegen Frankrijk. Nadat Napoleon verslagen was, kreeg hij de leiding over een politieke krant; hij kwam echter in aanvaring met de censuur. Noodgedwongen bracht hij zijn latere jaren in isolatie op zijn landgoed door: in 1817 schreef hij de eerste historische roman, Die Kronenwächter, over het middeleeuwse Duitsland. De zeer sobere en strakke vertelstijl in dit werk is opvallend: Arnim voltooide slechts één deel van de roman (de resterende stukken werden in 1854 postuum gepubliceerd). Het werk heeft een belangrijke invloed op de ontwikkeling van het historische-romangenre uitgeoefend.
In zijn satire is Arnim bijwijlen even gevat en geestig als Brentano dat doorgaans was, zoals in zijn novelle Der tolle Invalide auf dem Fort Ratonneau, waarin hij de lichtgelovigheid van het fatalisme bespot. Zijn grote probleem schijnt echter te zijn geweest dat hij zijn talent niet kon concentreren: hij wilde zo veel mogelijk indrukken, wendingen en humor in één werk samenbrengen, zodat de stijl dikwijls zwaar overladen was. In vergelijking met dat van zijn vriend Brentano is zijn œuvre gemiddeld iets stroever, zij het dat er uitschieters van genialiteit in zitten. Arnim wordt dan ook tot de belangrijkste Duitse romantici gerekend.

## Werken
- 1799 Hollins Liebesleben (roman)
- 1803 Ariels Offenbarungen (roman)
- 1806 Des Knaben Wunderhorn (samen met Clemens Brentano, tweede deel 1808)
- 1810 Armut, Reichtum, Schuld und Buße der Gräfin Dolores (roman)
- 1811 Halle und Jerusalem (toneel)
- 1812 Isabella von Ägypten (novelle)
- 1817 Die Kronenwächter (fragmentarische roman)
- 1817 Fürst Ganzgott und Sänger Halbgott (novelle)
- 1818 Der tolle Invalide auf dem Fort Ratonneau (novelle)

- Bibsys: 90149830
- Biblioteca Nacional de España: XX837540
- Bibliothèque nationale de France: cb118891719 (data)
- Catàleg d'autoritats de noms i títols de Catalunya: 981058528533306706
- CiNii: DA00436924
- Gemeinsame Normdatei: 118504177
- International Standard Name Identifier: 0000 0001 2103 3694
- Library of Congress Control Number: n79100637
- Nationale Bibliotheek van Letland: 000058721
- MusicBrainz: 9762d448-25d3-4c13-8fad-78a3d4045c47
- Bibliotheek van het Japanse parlement: 00431735
- Nationale Bibliotheek van Tsjechië: jn19981000143
- Nationale bibliotheek van Australië: 35771580
- Nationale Bibliotheek van Israël: 987007257837805171
- Nationale Bibliotheek van Polen: a0000001768974
- Nationale en Universitaire bibliotheek Zagreb: 000033230
- Nederlandse Thesaurus van Auteursnamen: 069115222
- Réseau des bibliothèques de Suisse occidentale: 02-A000009693
- Istituto Centrale per il Catalogo Unico: CFIV004579
- LIBRIS: 175995
- SNAC: w6xp7gn2
- Système universitaire de documentation: 02669137X
- Trove: 1079913
- Virtual International Authority File: 100175755
- WorldCat: E39PBJrChCWMkydVmwVy8VgHYP

1. ↑  Dit kasteel huisvest een culturele organisatie en ook een aan het echtpaar Von Arnim gewijd museum. Zie verder: Niederer Fläming.